# Trò chơi của tình yêu và may rủi (phim)
Trò chơi của tình yêu và may rủi (tiếng Pháp:L'Esquive) là bộ phim điện ảnh Pháp, sản xuất năm 2003, do Abdel Kechiche đạo diễn, chuyển thể từ tiểu thuyết lãng mạn nổi tiếng cùng tên của nhà văn Marivaux. Bộ phim lấy bối cảnh hiện đại, khác với nguyên tác. Phim giành 3 giải César, trong đó giải phim hay nhất.

## Diễn viên
- Osman Elkharraz as Krimo
- Sara Forestier as Lydia
- Sabrina Ouazani as Frida
- Nanou Benhamou as Nanou, em gái Krimo
- Hafet Ben-Ahmed as Fathi, bạn tốt Krimo
- Aurélie Ganito as Magalie, bạn gái của Krimo
- Carole Franck as giáo sư Pháp
- Hajar Hamlili as Zina
- Rachid Hami as Rachid / Arlequin
- Meryem Serbah as mẹ của  Krimo
- Hanane Mazouz as Hanane
- Sylvain Phan as Slam
- Olivier Loustau, Rosalie Symon, Patrick Kodjo Topou, Lucien Tipaldi as cảnh sát
- Reinaldo Wong as The couturier
- Nu Du, Ki Hong, Brigitte Bellony-Riskwait, Ariyapitipum Naruemol, Fatima Lahbi